# Tân đảng Nippon
Tân Đảng Nippon (新党日本 (Tân Đảng Nhật Bản) Shintō Nippon) là một đảng chính trị của Nhật Bản được thành lập vào ngày 21 tháng 8 năm 2005 và đã giải tán vào ngày 31 tháng 1 năm 2015.

## Thành lập
Đảng do cựu thống đốc Nagano Tanaka Yasuo đứng đầu, và bao gồm các thành viên trong Quốc hội như Kobayashi Kōki (phó lãnh đạo), Aoyama Takashi, Taki Makoto và Arai Hiroyuki, người rời Đảng Dân chủ Tự do để phản đối nỗ lực tư nhân hóa ngành bưu chính của Thủ tướng Koizumi Junichirō. Đảng mới được coi là nhằm kêu gọi các phiếu bầu ở thành thị, trong khi Quốc dân Tân đảng, được thành lập cùng thời bởi các nhánh LDP khác, có cơ sở ủng hộ nông thôn hơn.

## Bầu cử
Trong cuộc tổng tuyển cử năm 2005 ở Nhật Bản, chỉ có một thành viên, Taki Makoto được bầu (với một ghế theo tỷ lệ ở Kinki), trong khi Kobayashi và Aoyama, trong số những người khác, không được bầu ở các khu vực một ghế hoặc theo tỷ lệ. Vào tháng 7 năm 2007, Arai Hiroyuki và Taki Minoru rời đảng. Trong cuộc bầu cử Tham Nghị viện Nhật Bản năm 2007, chủ tịch Tanaka Yasuo đã được bầu. Trong cuộc tổng tuyển cử ở Nhật Bản năm 2012, đảng này đã mất đi đại diện duy nhất và cuối cùng của mình trong Quốc hội.